# Le Mariage de Laurel
Pour plus de détails, voir Fiche technique et Distribution.
Le Mariage de Laurel (titre original : Get 'Em Young) est un film muet américain réalisé par Fred Guiol et Stan Laurel, sorti en 1926.

## Fiche technique
- Titre original : Get 'Em Young
- Réalisation : Fred Guiol et Stan Laurel
- Scénario : Stan Laurel, James Parrott et Hal Yates (scénario) et H. M. Walker (intertitres)
- Photographie : Frank Young, Harry W. Gerstad et Alvin Lange
- Montage : Harry W. Lieb et Leroy O. Lodwig
- Directeur de production : F. Richard Jones
- Producteur : Hal Roach
- Société de production : Hal Roach Studios
- Société de distribution : Pathé Exchange
- Pays de production :  États-Unis
- Langue : intertitres en anglais
- Format : Noir et blanc - 35 mm - 1,37:1  -  Muet
- Genre : Comédie
- Durée : deux bobines
- Date de sortie :
  - États-Unis : 31 octobre 1926

## Distribution
- Harry Myers : Orvid Joy
- Eugenia Gilbert : la jeune fille
- Stan Laurel : Summers, le majordome
- Max Davidson : Isaac Goldberg, l'avocat
- Charlotte Mineau : la future mariée
- Fred Malatesta : le bourreau
- Ernest Wood[1] (non crédité) : Lawrence Lavendar (travestissement)

## Autour du film
L'incendie du Laurier Palace est l'une des pires tragédies du xxe siècle à Montréal. Le 9 janvier 1927, 77 jeunes enfants, entre 4 et 18 ans, perdent la vie dans un cinéma qui projetait Get 'Em Young.